# Os naviculaire
Ne doit pas être confondu avec Naviculaire.

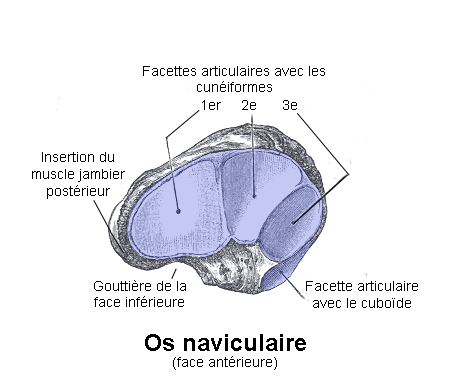
Os naviculaire (vue antérieure).

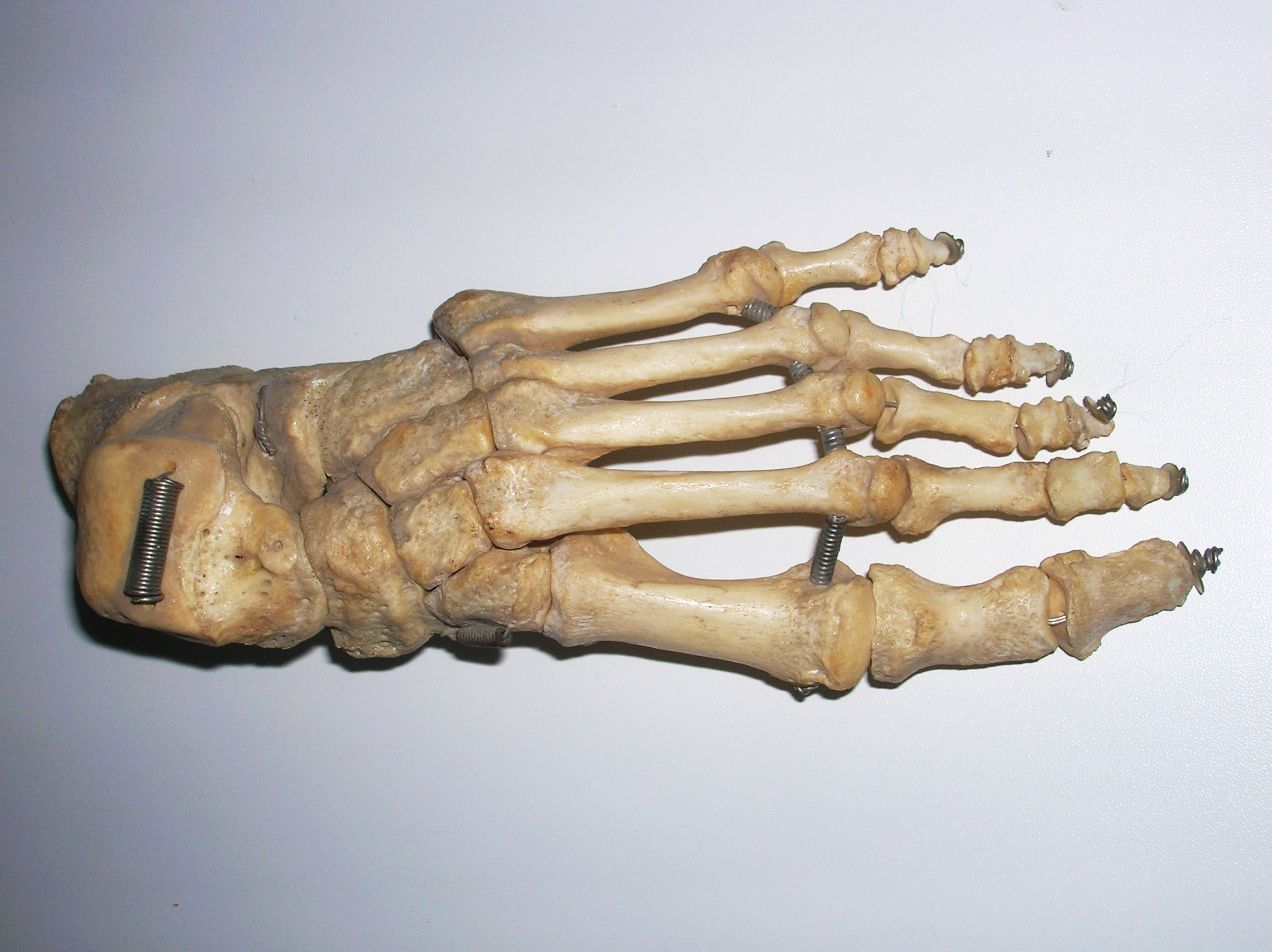
Squelette du pied (vue dorsale).

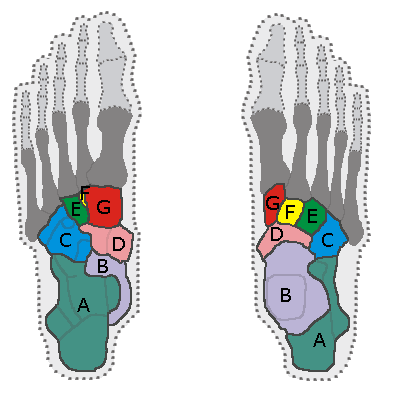
Les os du pied (vue de dessous à gauche) et de dessus à droite).
A : calcanéus ;
B : talus ;
C : os cuboïde ;
D : os naviculaire ;
E, F et G : os cunéiformes ;
Cliquez sur l'image pour l'agrandir

L’os naviculaire (ou scaphoïde tarsien (os naviculare) est un des os court du pied. Il fait partie du tarse antérieur, qui comprend aussi l’os cuboïde et les trois os cunéiformes. Il est placé en dedans de l'os cuboïde, derrière les os cunéiformes et devant le talus.
Il doit son nom à sa forme de bateau (navicula, signifiant « petit bateau » en latin).

## Description
C'est un os étroit d'avant en arrière, allongé transversalement, à grand axe oblique en bas et en dedans. 
Il forme des articulations sur trois de ses faces avec d'autres os du pied, et sert de point d'insertion pour un tendon.
De forme grossièrement parallélépipédique, on lui décrit traditionnellement six faces (quelquefois quatre faces et deux extrémités) :

### Face supérieure
La face supérieure est convexe.

### Face inférieure
La face inférieure est concave et présente une gouttière pour le muscle tibial postérieur.

### Face postérieure
La face postérieure est concave dans tous les sens et forme une surface articulaire qui répond à la facette articulaire naviculaire du talus. L'articulation formée contribue à l'articulation talo-calcanéo-naviculaire.
Elle donne attache au ligament calcanéo-naviculaire à son extrémité latérale et au ligament talo-naviculaire.

### Face antérieure
La face antérieure est plane et s'articule avec les trois os cunéiformes pour former l'articulation cunéo-naviculaire.

### Face latérale
La face latérale ou extrémité latérale. Elle repose sur le cuboïde et s'articule avec la face médiale du cuboïde.

### Face médiale
La face médiale ou extrémité médiale est très réduite et présente une éminence arrondie : la tubérosité de l'os naviculaire (ou tubercule du scaphoïde). Elle sert de point d'insertion pour le muscle tibial postérieur et pour le ligament cunéo-naviculaire médial.

## Aspect clinique
- Fracture (assez rare)
  - Fracture de fatigue, également rare.
- Entorse (le plus souvent au niveau des ligaments de l'articulation de Chopart)
- Sub luxation (survient souvent dans le cas d'un pied-bot)
- Maladie de Köhler-Mouchet
- Syndrome de Müller-Weiss

## Naviculaire surnuméraire
Le naviculaire surnuméraire ou « accessoire » est un os sésamoïde de présence assez commune (4 à 20 % des cas) sur le pied humain et doit faire partie du diagnostic de toute douleur du bord interne du pied chez les sujets d'une certaine tranche d'âge (adolescent et femme de 30 à 40 ans).

## Galerie

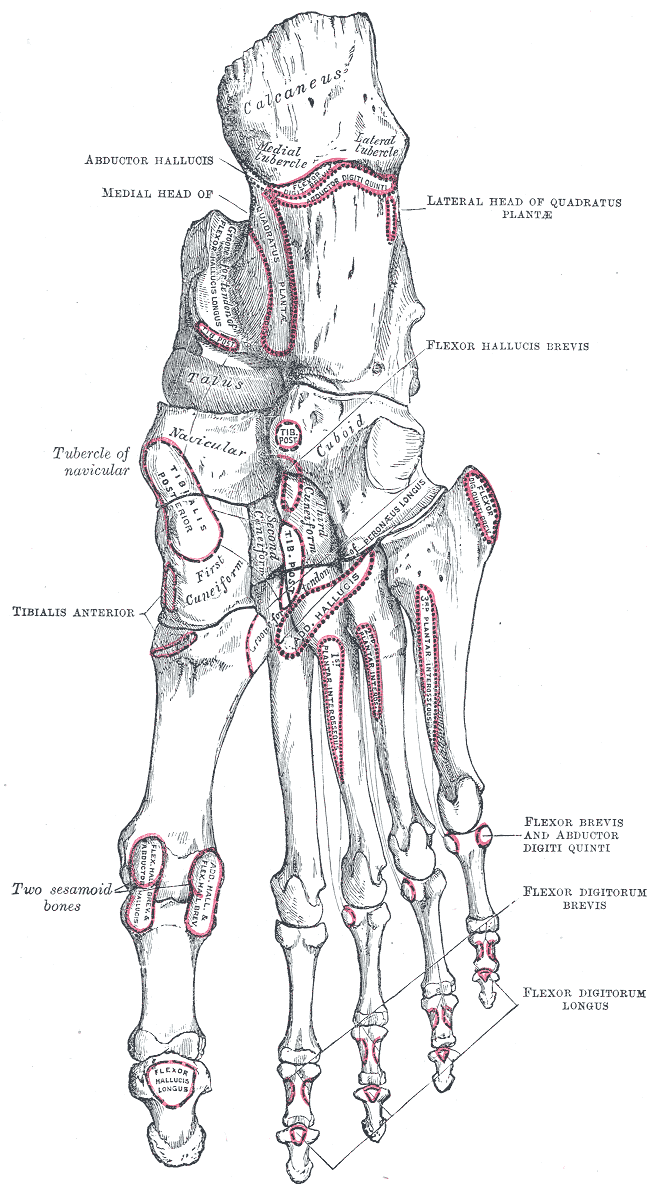
Vue plantaire des os du pied droit
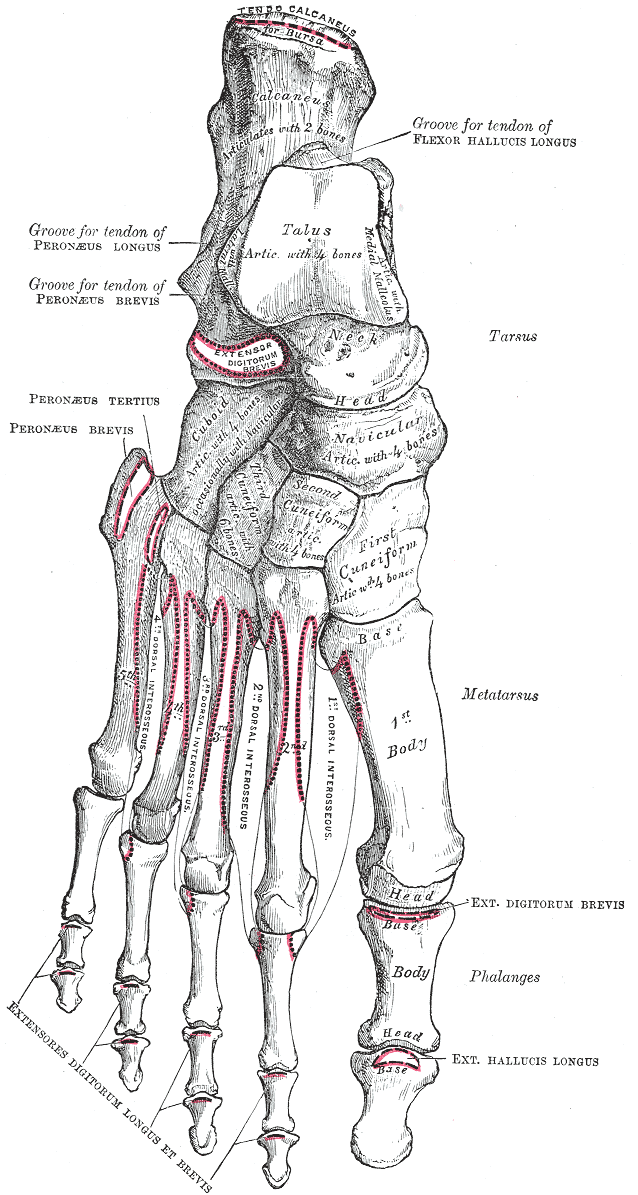
Vue dorsale des os du pied droit
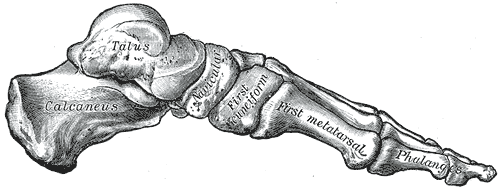
vue médiale des os du pied droit
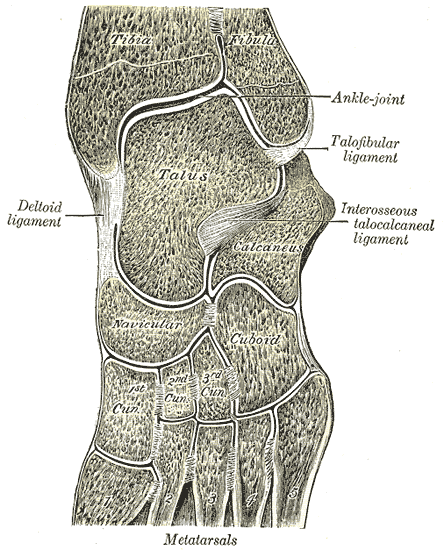
Coupe oblique schématique des articulations des os du tarse

## Anatomie Comparée

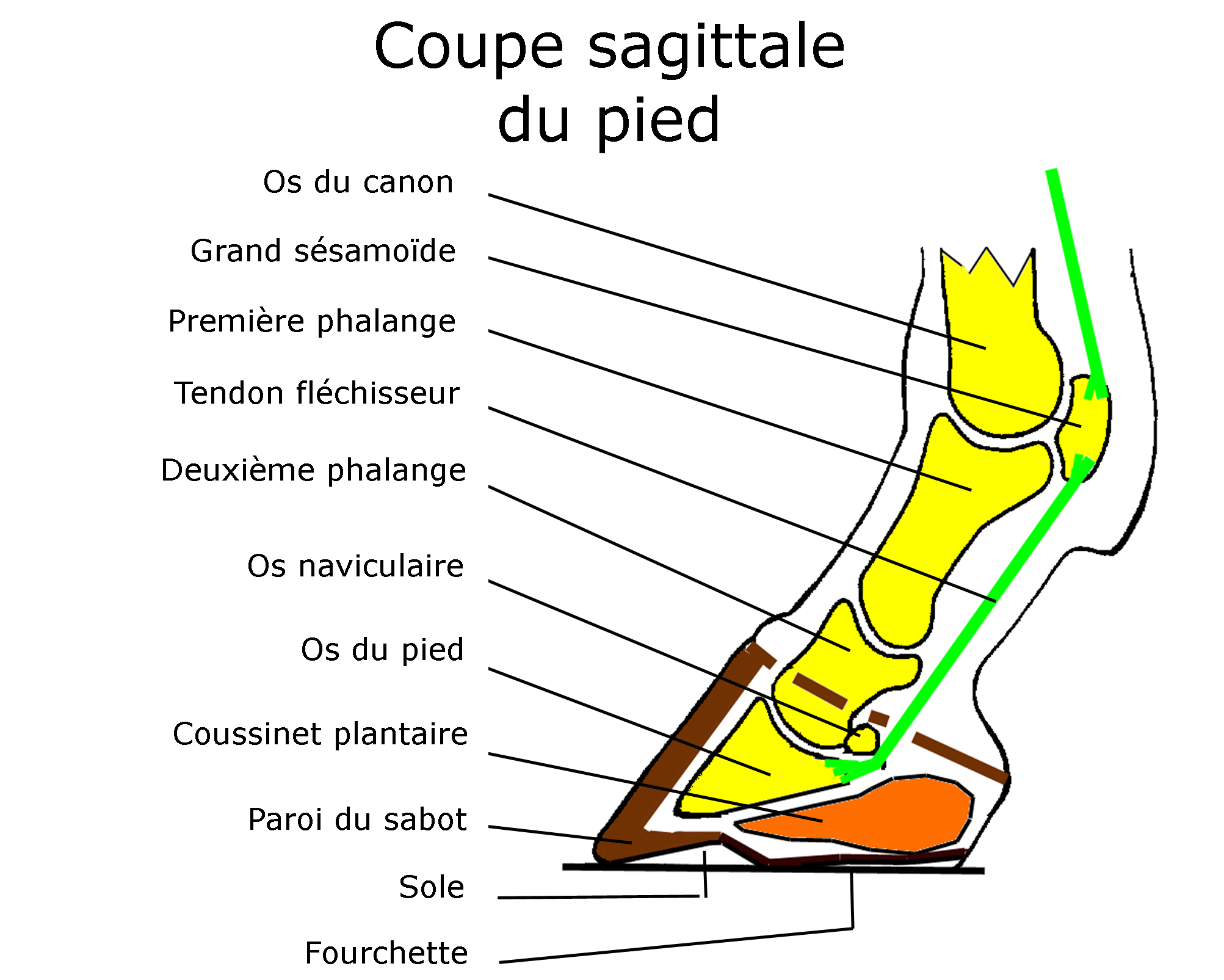
Coupe sagittale du pied de cheval

- Chez les chevaux : syndrome ou maladie naviculaire: c'est une des causes les plus fréquentes de boiterie chronique bilatérale chez les chevaux. On en distingue trois types :
  - la forme articulaire : concerne la partie articulaire de l’os naviculaire (70 % des cas) ;
  - la forme tendineuse : concerne le processus naviculaire en contact avec le tendon musculaire ;
  - la forme ligamentaire : production osseuse sur le site d’insertion des ligaments reliant l'os naviculaire à un os voisin.